# Salsa de Navidad
La salsa de Nadal es una preparación especial para las fiestas de Navidad típica de la Isla de Ibiza, y un plato distinguido entre la cocina ibicenca. Es una salsa "similar al tradicional turrón" hecha a base de almendras peladas, huevos, caldo de carne, azúcar, pimienta, clavo, totespècia y azafrán. Se toma caliente dentro de una taza acompañada de bizcocho. Suele hacerse una sola vez, a comienzo de las fiestas, en cantidad suficiente para que dure todos los días, pero hay que hervirla cada vez que se quiera comer para que recupere su textura. Es postulado que proviene de los árabes y por eso se pueden encontrar platos muy parecidos en la Gastronomía de la Comunidad Valenciana.
En Formentera también existe la salsa Mossona pero no se tiene que confundir con la salsa de Nadal. En Formentera también se hace salsa de Navidad y, a pesar de que en cada casa se hace de manera diferente, puesto que la receta es casera y varía de unas familias a otras, normalmente las almendras se utilizan con piel y la salsa sale por lo tanto más oscura. Otra diferencia con la salsa de Ibiza es el uso generalizado del caldo en vez de agua. La isla de Ibiza tiene zonas donde es típica el agua, por ejemplo San José y zonas donde el uso del caldo es generalizado igual que en Formentera, como es el caso de Santa Eulalia del Río. Otra diferencia es que en Formentera la salsa no lleva miel.